# Benedictus Pacis Nuntius
Il Benedictus Pacis Nuntius è una scultura bronzea (350 cm) di Giuseppe Ducrot, databile al 2005 e conservata alla rotonda d'ingresso della città di Cassino.

## Descrizione e anilisi
L'opera d'arte è di buono stato e raffigura San Benedetto avvolto nel drappeggio del piviale con il pastorale abbaziale nella mano sinistra e il dito indice della destra che indica forse la Terra di San Benedetto.
Lo scultore prende spunto dallo stile barocco romano del Bernini e come lui, anche Ducrot riesce a stupire lo spettatore. Il viso rispecchia la sapienza acquisita negli anni, ma anche una limpidezza con un accenno di sorriso che designa pure una paterna comprensione.